# سفارت استونی در واشینگتن
سفارت استونی در واشینگتن (به انگلیسی: Embassy of Estonia) نمایندگی سیاسی این کشور در ایالات متحده آمریکا است که در واشینگتن، دی.سی. واقع شده‌است.